# Торе Пачеко
Торе Пачеко (шп. Torre Pacheco) град је у Шпанији у аутономној заједници Регион Мурсија. Према процени из 2017. у граду је живело 34 630 становника.

## Становништво
Према процени, у граду је 2017. живело 34 630 становника.
| 2017.  |
| ------ |
| 34.630 |